# تكاديرت (الدراركة)
تكاديرت هي إحدى مشيخات المملكة المغربية، تتبع جغرافيا لعمالة أكادير إدا وتنان وإداريًا للدراركة. يقدر عدد سكانها بـ 7830 نسمة حسب الإحصاء الرسمي للسكان والسكنى لسنة 2004.